# Commiphora wildii
Commiphora wildii är en tvåhjärtbladig växtart som beskrevs av Hermann Merxmüller. Commiphora wildii ingår i släktet Commiphora och familjen Burseraceae. Inga underarter finns listade i Catalogue of Life.